# بوروتو
بوروتو (به لاتین: Burutu) یک منطقهٔ مسکونی در نیجریه است که در ایالت دلتا واقع شده‌است.